# 在日アイルランド人
在日アイルランド人（ざいにちアイルランドじん）は、日本に一定期間在住するアイルランド人ないしアイルランド国籍、もしくはイギリスの北アイルランド出身者 の人々である。さらに、世界中のアイルランド系移民に出自を持つ人々も含む。また、日本に帰化や亡命した人、およびその子孫のことをアイルランド系日本人と呼ぶ。

## 統計
日本の法務省の在留外国人統計によると、2023年12月末時点で在日アイルランド人は1,313人である。
在留資格別（5位まで）
| 順位 | 在留資格                 | 人数 |
| ---- | ------------------------ | ---- |
| 1    | 永住者                   | 403  |
| 2    | 技術・人文知識・国際業務 | 242  |
| 3    | 日本人の配偶者           | 192  |
| 4    | 教育                     | 147  |
| 5    | 特定活動                 | 75   |

都道府県別（5位まで）
| 順位 | 都道府県 | 人数 |
| ---- | -------- | ---- |
| 1    | 東京     | 468  |
| 2    | 神奈川   | 99   |
| 3    | 北海道   | 82   |
| 4    | 大阪     | 74   |
| 5    | 千葉     | 60   |

## 歴史
日本の近代史においてアイルランド人として著名なのはパトリック・ラフカディオ・ハーン（小泉八雲）があげられる。また、アイルランド出身のトーマス・ウォートルスを筆頭に雇い外国人の中にはアイルランド系が多数含まれており、日本の近代化に貢献した歴史がある。日本アイルランド協会が設立されている。近年では聖パトリックの祝日に全国各地のアイルランド人によるパレードも行われている。

## 著名な人物
- ウィリアム・ライト - 明治時代に日本で活躍した宣教師。
- カレン・ロバート - 父親が北アイルランド出身のサッカー選手。
- パトリック・ラフカディオ・ハーン（小泉八雲） - 随筆家、小説家、日本研究家、日本民俗学者。
- ジョニー・フィンガーズ - ミュージシャン、作曲家。
- トーマス・ウォートルス - 明治初期に活躍したお雇い外国人。
- ヒュー・ワデル - 明治時代に日本で活躍した宣教師。
- フランシス・ブリンクリー - 明治時代に日本で活躍したジャーナリスト、軍人。
- ホラン千秋 - 女優・タレント・キャスター。父親がアイルランド出身。